# Truyền thuyết Arthur
Truyền thuyết Arthur (Anh văn: Arthurian legend) là dụng ngữ mô tả các tài liệu thế tục xuất hiện ở trung kì trung đại chủ yếu xoay quanh hành trạng vua Arthur cùng nhiều nhân vật huyền huyễn khác.

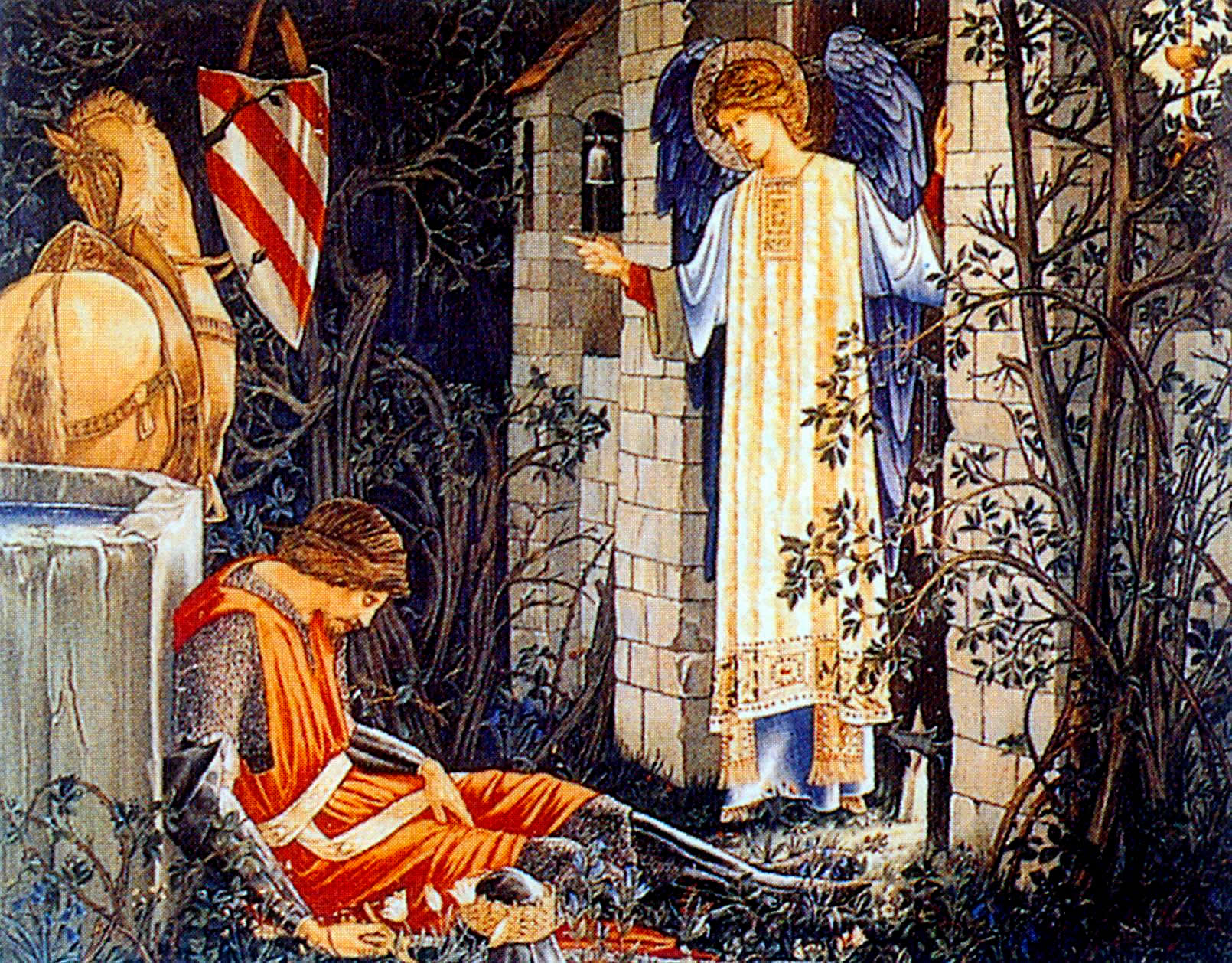
Thiên sứ mặc khải Lancelot về Thánh Tước.

## Lịch sử
Tác phẩm được coi là khởi thủy hệ thống truyền thuyết Arthur là sử thi Bài ca của người Sachsen (La chanson des Saisnes) của ngâm du thi nhân Jean Bodel, lấy ý tưởng từ những huyền thoại của người La Mã, dân Moor và một số sự tích khác, bối cảnh là xứ Britannia và miền Brittany tương ứng quần đảo Anh và Đông Bắc Pháp ngày nay ở thời kì La Mã đế quốc vừa triệt thoái khỏi các vùng bao quanh Bắc Hải, tức thế kỉ V hoặc sớm hơn chút.
Trong nhiều thế kỉ hậu kì trung đại cho tới những năm hậu Đệ nhị thế chiến, các giới văn nghệ và khảo cổ diễn ra những cuộc tranh cãi quyết liệt về thực hư nhân vật vua Arthur cũng như những nhân vật liên quan đến ngài. Thậm chí ngay từ trung kì trung đại, giữa các quân vương Anh và Cymru đã xảy ra tranh chấp di sản vua Arthur, gồm: Địa điểm được cho là đô thành Camelot, nấm mồ chôn vua Arthur và phu nhân... hoặc từng diễn ra những cuộc giao chiến để chiếm trọn Thánh Tước và bảo kiếm Excalibur, mặc dù tựu trung, những di vật ấy đều chưa được kiểm chứng rõ ràng.

### Nhân vật
Danh tính các nhân vật truyền thuyết Arthur vốn tồn tại cả ở dạng khẩu truyền và thành văn nên chưa có thống kê chính xác về số lượng cách gọi. Trong giới hạn Wikipedia, chuẩn mực tạm dùng là Anh ngữ.
Quân chủ sáng lập
- Ambrosius Aurelianus
- Brutus
- Cassivellaunus
- Cadwaladr
- Caradocus
- Corineus
- Coel Hen
- Constantine
- Cunobeline
- Leir
- Lot
- Mark
- Urien
- Uther Pendragon

Triều đình Camelot
- Vua Arthur
- Đoàn Trác huynh đệ
- Guinevere - phu nhân Arthur
- Excalibur - bảo kiếm Arthur, còn gọi ca tụng kiếm
- Uther Pendragon - cha Arthur
- Mordred - con Arthur với chị ruột
- Avalon - nơi Arthur an nghỉ vĩnh hằng

Đoàn Trác huynh đệ
Gồm tôn xưng Sir (tôn ông) và nguyên danh.
- Agravain
- Bedivere
- Bors
- Caradoc
- Gaheris
- Galahad
- Galehaut
- Gareth
- Gawain
- Geraint
- Lamorak
- Lancelot
- Kay
- Lucan
- Palamedes
- Pelleas
- Pellinore
- Percival
- Sagramore
- Tristan
- Ywain

Giang hồ
- Ector
- Hồ trung yêu nữ - nữ thần hai lần ban Excalibur cho Arthur và tịch thu lại Excalibur từ tay Arthur một lần.
- Bà vương Mab - nữ thần thống lĩnh cựu giáo
- Merlin - pháp sư kiêm thầy dạy học cho Arthur
- Morgan Tiên Nữ - chị ruột kiêm tình nhân Arthur, có với Arthur đứa con Mordred

### Sự kiện
- Người Sachsen xâm chiếm Brittania
- Khổng nhân giúp Merlin dựng Stonehenge
- Vortigern tiếm ngôi Constant
- Chiến tranh Uther Pendragon-Vortigern
- Thiếu niên Arthur rút thanh gươm trong đá
- Vua Arthur dựng đô thành Camelot và lập Đoàn Trác huynh đệ
- Vua Arthur lập vương hậu Guinevere
- Vua Arthur bị chị ruột Morgan quyến rũ sinh ra Mordred
- Sứ mạng săn lùng Thánh Tước
- Galahad và Percival tìm được Thánh Tước
- Guinevere tư thông Lancelot
- Trận Camlann
- Vua Arthur băng hà
- Triều đình Camelot suy vong

## Văn hóa
Truyền thuyết Arthur là thành tựu trọng yếu của văn học Âu châu trung đại, được coi như nền tảng kiến tạo bản sắc phong hóa và ngôn ngữ nhiều quốc gia Âu châu cận đại.